# Жирар II (граф Руссильона)
Жирар (Жерар, Херардо) II (кат. Girard II, исп. Gerardo II, фр. Girard II, лат. Gerardus II; умер в 1172) — граф Руссильона (1164—1172), сын Госфреда III.

## Биография
Жирар II стал графом Руссильона в 1164 году, после смерти отца. Став графом он подтвердил мирные соглашения, с графством Ампурьяс, подписанные его отцом. Однако графство Руссильон в предыдущие годы было ослаблено набегами арабских пиратов, поддерживаемых Ампурьясом, который имел к нему территориальные претензии. Поэтому Жирар был вынужден принести вассальную присягу королю Арагона Альфонсо II, которому, не имея детей, он и завещал графство. Таким образом, после его смерти в 1172 году Руссильон вошёл в состав Арагонского королевства.